# Otakar Jankovec
Otakar Jankovec (27. října 1923 Košice – 5. července 2013 Tábor) byl český architekt.

## Životopis
Narodil se na Slovensku do smíšené rodiny, jeho otec byl Čech a matka Slovenska. Po rozpadu Československa museli odejít.
Vystudoval fakultu architektury a stavitelství a poté nastoupit do zaměstnání.
Poštval proti sobě táborskou veřejnost „socialistickým“ škrtem – v roce 1977 šla k zemi židovská synagoga, která u táborského pivovaru stála od roku 1885.
Díky němu se Tábor v roce 1961 zařadil mezi čtyřicítku měst v České republice s městskou památkovou rezervací.
V roce 1995 se stal držitelem Ceny města Tábora za celoživotní přínos pro památkovou rezervaci. Nikdy se nedočkal českého občanství. Byl pyšný na manželku, kterou potkal při nasazení.
Svůj život dožil v domově seniorů v Táboře, kde 5. července 2013 zemřel.

## Dílo
- 1805–2003: Proměny historického jádra města v 19. a 20. století
- 1983: Krajinářské a zahradní úpravy
- 2010: Táborské špitály a nemocnice